# Пузиренки
Пузи́ренки (рос. Пузыренки) — присілок у складі Котельницького району Кіровської області, Росія. Входить до складу Котельницького сільського поселення.
Населення становить 47 осіб (2010, 55 у 2002).
Національний склад станом на 2002 рік — росіяни 94 %.